# Théorie quantitative de la rétroaction
La théorie quantitative de la rétroaction, appelée Quantitative Feedback Theory (QFT) en anglais, a été développée par Isaac Horowitz. C'est une technique fréquentielle utilisant le diagramme de Nichols pour réaliser une commande robuste. Les réponses temporelles désirées sont traduites en tolérances dans le domaine fréquentiel. Le processus de conception est fortement transparent, permettant à un concepteur de voir quel compromis est nécessaire pour réaliser un niveau de performance désiré.

## Gabarit du modèle
Généralement un système peut être représenté par une fonction de transfert (transformée de Laplace dans le domaine continu).
Du fait des incertitudes de mesure, les coefficients de la fonction de transfert ont une certaine dispersion. C'est pourquoi la théorie quantitative de la rétroaction représente la fonction de transfert comme un ensemble d'expressions et non une unique expression. 
{\displaystyle {\mathcal {P}}(s)=\left\lbrace {\dfrac {\prod _{i}(s+z_{i})}{\prod _{j}(s+p_{j})}},\forall z_{i}\in [z_{i,min},z_{i,max}],p_{j}\in [p_{j,min},p_{j,max}]\right\rbrace }
Une analyse fréquentielle est réalisée pour un nombre fini de fréquences et un gabarit est obtenu dans le diagramme de Nichols pour chacune d'elles.